# Constance de Toulouse
 (mars 2024).
Si vous disposez d'ouvrages ou d'articles de référence ou si vous connaissez des sites web de qualité traitant du thème abordé ici, merci de compléter l'article en donnant les références utiles à sa vérifiabilité et en les liant à la section « Notes et références ».

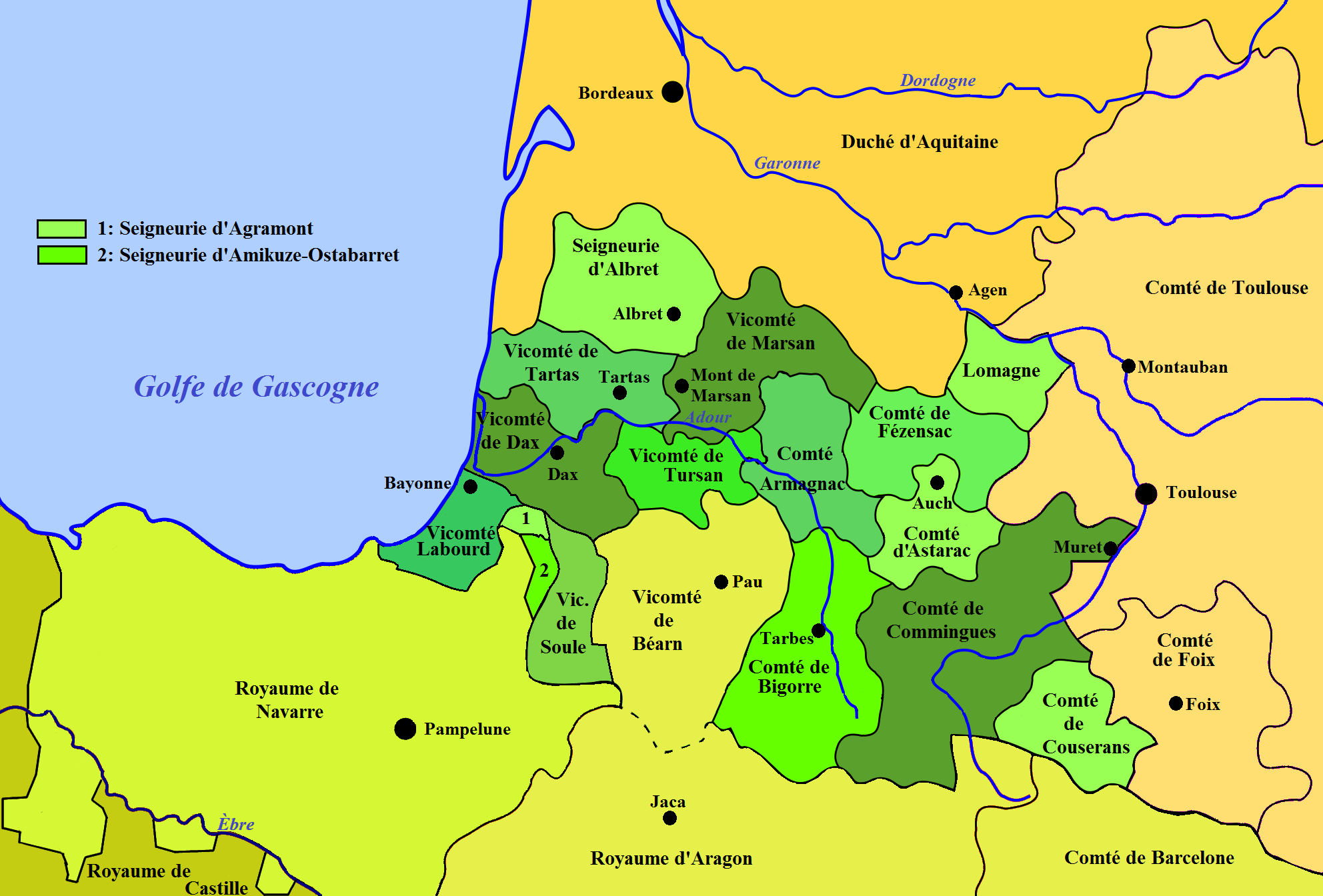
Le royaume de Navarre et le comté de Toulouse en 1195.

Constance de Toulouse était une reine de Navarre, fille de Raymond VI, comte de Toulouse et de sa seconde épouse Béatrice de Béziers.

## Reine éphémère de Navarre
Constance est, à sa naissance en 1180, le premier enfant de Raymond de Toulouse, lui-même fils aîné du comte Raymond V. Son prénom lui vient de sa grand-mère Constance de France.
En 1192 la reine d'Angleterre Bérengère de Navarre rentre de croisade et passe par Toulouse où elle est accompagnée par Raymond le Jeune. La mère de Constance est répudiée à cette occasion, Raymond s'étant épris d'une des suivantes de Bérengère. Béatrice de Béziers se retire du monde et rejoint le catharisme où elle devient « parfaite ».
En 1195, le père de Constance devient Raymond VI de Toulouse. Il marie sa fille héritière au nouveau roi de Navarre (depuis 1194) et frère de Bérengère Sanche VII. Plus qu'une alliance de Toulouse avec la Navarre, c'est un premier pas pour un rapprochement de Toulouse avec l'Angleterre, Bérengère étant l'épouse de Richard Cœur de Lion. Tout cela débouche en 1196 sur le remariage de Raymond VI avec Jeanne d'Angleterre, sœur de Richard. De ce mariage est issu, dès 1197, un nouvel héritier de Raymond VI, le futur Raymond VII.
Constance, jeune reine de Navarre à la suite de ces manœuvres matrimoniales, n'est plus héritière de Toulouse, et son entente avec Sanche VII semble difficile.
En 1199 Richard est tué (6 avril) et dès juillet la Navarre est attaquée par le roi de Castille Alphonse VIII. Sanche VII est pris au dépourvu par cette attaque et ne peut plus compter sur l'aide de son beau-frère Richard. Son beau-père Raymond VI ne lui envoie aucun secours non plus. À la suite de cette guerre (1199-1200) le royaume de Navarre perd toute sa façade maritime.
Après l'arrêt des hostilités, Sanche VII, lassé de son mariage, renvoie bientôt Constance à son père.
Après cela, elle est remariée à Pierre Bermond VI, dit de Sauve († 1215), issu de la Maison d'Anduze, baron et seigneur de Sauve. Pendant longtemps elle continuera d'être en position de succéder à son frère Raymond VII (mort en 1249) puis à sa nièce Jeanne de Toulouse. Ses enfants seront cependant évincés de la succession toulousaine à la mort de Jeanne en 1271.

## Mariage et enfants
Constance de Toulouse épouse dans un premier temps Sanche VII de Navarre en 1195, avant de divorcer 1200.
Elle se remarie à Pierre-Bermond VI de Sauve d'Anduze (mort en 1215), avec lequel elle a plusieurs enfants, : 
- Pierre-Bermond VII (1204-1254), seigneur de Sauve, époux de Josserande de Poitiers, fille du comte Aymar II ;
- Bermond, auteur de la branche des barons du Caylar ;
- Raymond-Bermond, auteur de la branche des barons de Florac ;
- Béatrice, épouse Arnaud Ier de Roquefeuil (famille de Roquefeuil-Anduze) ;
- Sibylle, épouse Barral Ier des Baux ;
Elle est l'ancêtre du roi Ferdinand le Catholique, par leur fille Cécile, dite Passerose des Baux, mère de Béatrice de Savoie, mère de Juan Manuel de Castille, père de Juana Manuel qui épouse Henri II de Castille : les rois de Castille, d'Aragon et de Navarre en sont issus.
- Marie, épouse Arnaud-Odon de Lomagne ;
- inconnue, épouse Hugues de Mirabel.